# 離域電子

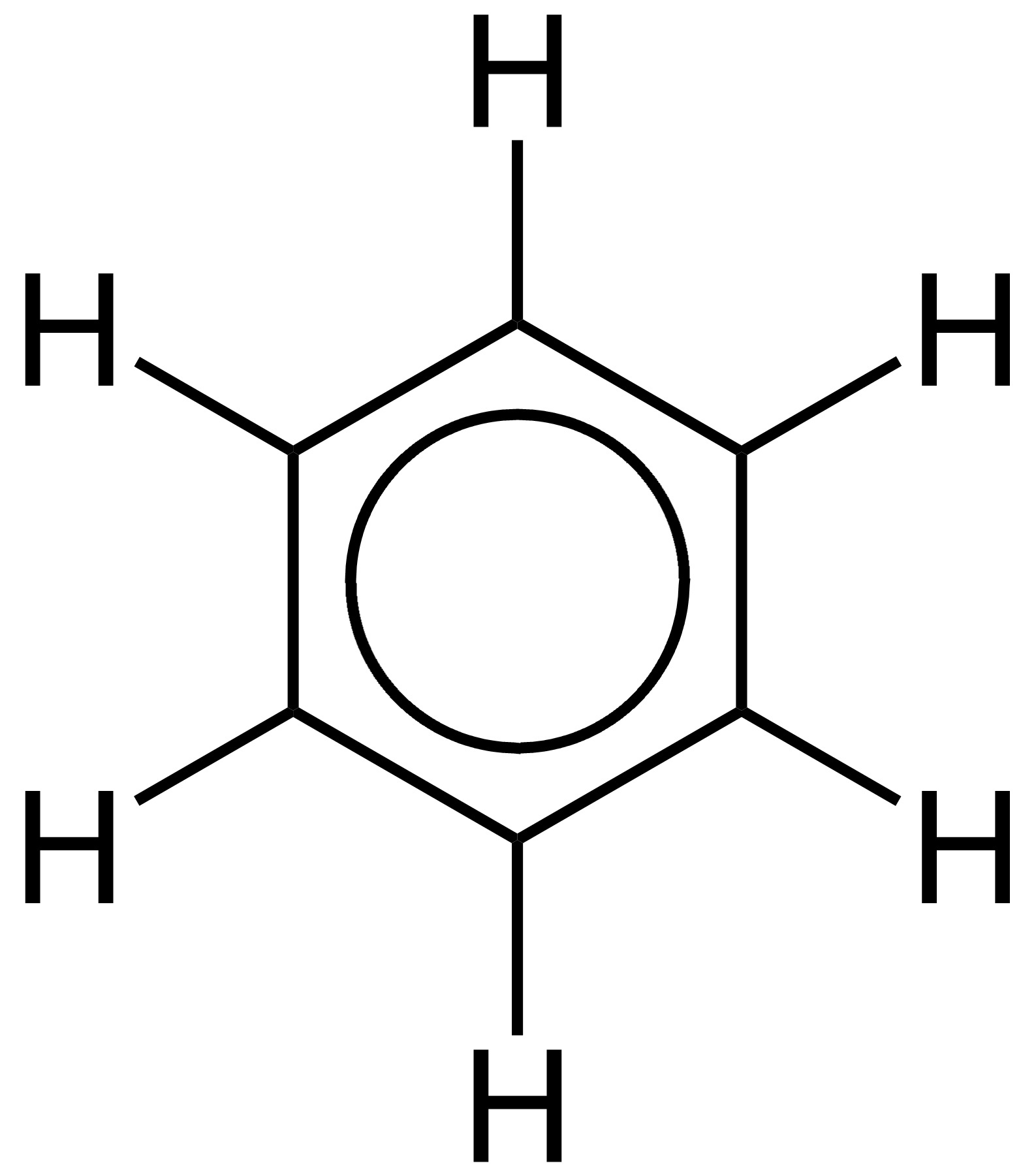
苯分子中的離域電子以圖中圓圈表示。

離域電子（英語：delocalized electron），也称游離電子、非定域電子，是在分子、離子或固體金屬中不止與單一原子或單一共價鍵有關係的電子。
游離電子包含在分子軌道中，延伸到幾個相鄰的原子。一般來講，離域電子存在於共軛系統和介離子化合物中。人們漸漸地了解到，σ鍵中的電子也會游離。例如甲烷中的成鍵電子是由五個原子共享的。更多細節詳見分子軌域理論。

## 例子
在简单芳香環（如苯環）中，六個碳原子上的π電子的游離在圖上常以畫一圈來表示。事實上六個C－C鍵之間的距離都是相等的，這也是電子游離的一個跡象。在價電子鍵結理論中，苯環中的游離被描述为共振。
離域電子也存在於固態金屬的結構中，其d軌域和s軌域之間相互干涉。金屬的結構中包含排列整齐的帶正電離子（陽離子），在「電子海」中形成離域電子。這意味着電子在結構中可以自由移動，產生了導電性。
在鑽石中，每個碳上面的四個外層電子，彼此都是以共價鍵的形式鍵結，電子的移動受到限制，也因此無法傳導電流。
在石墨中，碳原子只使用四個外層電子中的三個来形成與另外三個原子間的共價鍵，并形成一個平面；每一個碳原子貢獻一個電子到游離系統中，這些電子也是化學鍵的一部分（π键）。離域電子能在整個平面自由移動，因此石墨可以沿著碳原子平面導電，但無法沿着与平面垂直的方向導電。
在離子中，離域电子常常被称为游離電荷。一個典型的在離子中的離域電子（游離電荷）的例子是羧酸根，其負電荷在两個氧原子上的分布是相等的。電荷游離是決定負離子反應能力的一個重要因素（一般來說，游離程度越高，反應能力越低），還有特別是共轭酸中酸的強度。一般來說，陰離子中電荷游離得越好，其共轭酸也越強。例如在過氯酸陰離子（ClO−
4）中，負電荷均匀分布在的氧原子上（還有部分稳定在中央的氯原子上）。這個絕佳的電荷游離與高氧原子数（四個）以及高電負度中心（氯原子）的协同作用，導致過氯酸成為迄今所知的最強的含氧酸。（pKa 值在-7 至-10 之間）。在陰離子中電荷游離的程度可以透過WAPS參數來定量。

## 反應當中的游離
離域電子很重要的原因有多个，主要原因是電子游離使分子变化到一個更穩定的构型，导致预期的化學反應不會發生，或在不同的位置發生。其中一個例子是傅-克反應用1-氯-2-甲基丙烷甲基化苯環；异丁基碳陽離子重排成为叔丁基碳正离子，而叔丁基是超共軛（一種特別的游離形式）穩定的。游離會使電子的波長變長，導致電子的能量下降。

## 另見
- 共轭系統
- 分子轨道
- 芳香環電流（英语：Aromatic ring current）